# 夏鑄九
夏鑄九（1947年3月28日—）是台灣建築學家，曾任教台灣大學土木工程系、東海大學建築系等，並曾為台灣大學建築與城鄉研究所所長。
夏鑄九長期致力於都市計劃、古蹟保存、城市設計等研究，共著論數十篇。他早年師事台灣建築學家漢寶德，頗受其影響。後赴美國耶魯大學、哈佛大學、柏克萊大學等校進修，受當代（1960年代）美國社會運動影響至深。返台任教後，1989年協助台灣大學成立建築與城鄉研究所。並執教多年至2012年3月底退休。

## 著作

### 專書[1]
- 夏鑄九，2010-05，夏鑄九的校園時空漫步。台北：台大出版中心
- 夏鑄九編輯，2009-04，樓台重起——林本源園林的空間體驗、記憶與再現。台北：台北縣政府文化局林本源園邸

### 期刊
- 夏鑄九，1993-04，空間、歷史與社會：論文選1987－1992。台北：台灣社會研究叢刊（3）
- 夏鑄九，1992-12，理論建築。台北：台灣社會研究叢刊（2）

## 爭議
夏鑄九之父夏曉華，1937年畢業于國民黨特務頭子戴笠主辦的幹訓班。台灣戒嚴時期夏曉華在台北創辦正聲廣播公司，為黨國「匡正」人民思想。
2013年，夏鑄九位於陽明山的住家，被控大門、階梯等部分侵占鄰地，夏鑄九和妹妹夏林清強調，房子是他父親夏曉華早在1960就租用國土蓋好，當時已向鄰居簽訂租約作為房屋進出使用，只是租約在2008年期滿後，地主不願再出租，但夏家已沒有其他地方可進出，要求鄰居須提供通行。  2014年，最高法院審理後認為，夏家為加強磚造建物，固定資產耐用年數為35年，使用迄今已逾54年，縱將部分拆除，不會損害夏的利益。合議庭指出，夏家本來有另一條巷子可進出，只是被附近的軍眷宿舍違建擋住，夏應先想辦法取回巷子通行權，而不是繼續占用他人土地，判決夏鑄九敗訴，須拆除家門、樓梯等，返還近46坪土地給鄰居，全案定讞。